# Minissubmarino
Minissubmarino é uma modalidade de submarino de pequeno porte, que também é conhecido como "submarino anão", tradicionalmente utilizados para fins militares, também podem ser destinados ao uso civil, desde atividades de pesquisa científica até operações de resgate. 
Os submarinos de uso militar são classificados nesta categoria quando possuem peso inferior à faixa de 200 toneladas, embora alguns submarinos com até 300 toneladas sejam classificados nesta categoria. Podem ser tripulados ou não-tripulados, sendo que a modalidade não tripulada normalmente é chamada de veículo submarino operado remotamente.  

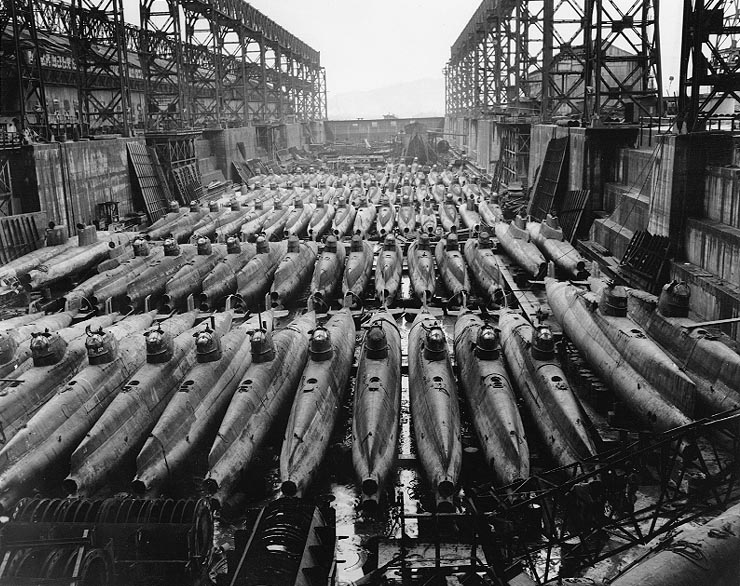
Doca de estaleiro japonês onde eram construídos minissubmarinos Type D ("Koryu") duranre a II Guerra Mundial, na Base Naval de Kure, Japão, 19 de outubro de 1945.

## Minissubmarinos de uso militar
Os minissubmarinos de emprego militar apresentam como principal vantagem a furtividade, quando comparados aos submarinos e médio e grande. Isto porque é muito mais difícil detectar esses submarinos que são dezenas de vezes menores que um submarino de pequeno a médio porte (na faixa de 1000 a 3000 toneladas). Enquanto alvo militar são mais difíceis de se detectar e também de se destruir, já que, via de regra, é mais difícil atingir alvos menores e mais manobráveis. Além disso, os minissubmarinos conseguem atuar com facilidade em águas rasas, onde os grandes submarinos não podem operar com segurança. A principal desvantagem  dos minissubmarinos é que a maior parte destes veículos dependem de um navio maior ou de outro submarino de maior porte para operar em alto mar, na medida em que não carregam muitos suprimentos, nem possuem acomodações significativas. 
Os minissubmarinos foram extensivamente utilizados na II Guerra Mundial, devido à grande dificuldade de localizá-los e à facilidade de escondê-los mesmo em águas rasas, tendo sido construídos por praticamente todas as potências centrais envolvidas no conflito, tanto dos Aliados como do Eixo. 

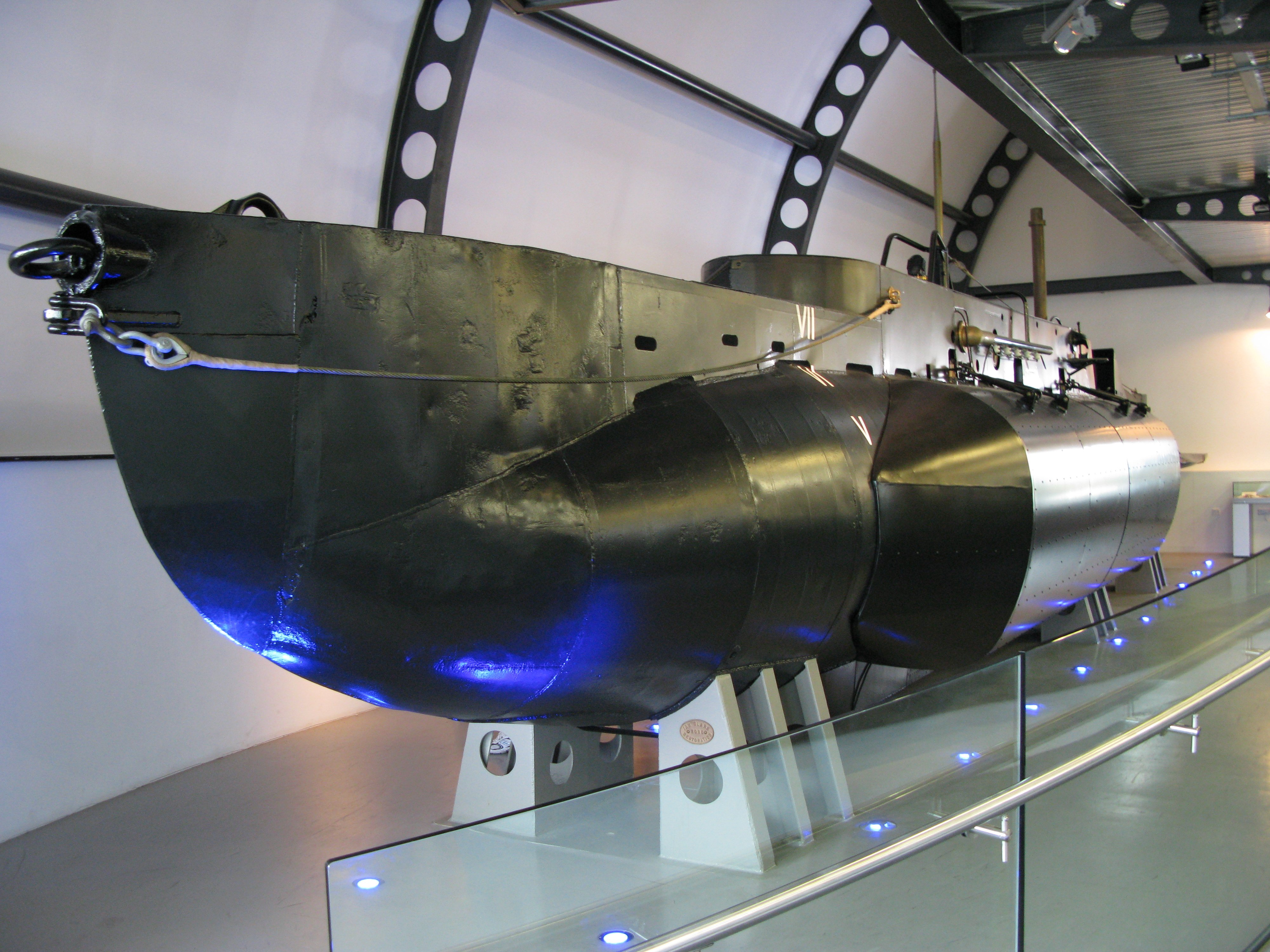
Minissubmarino inglês da Classe X construído durante a II Guerra Mundial. Foram produzidos cerca de 20 unidades deste modelo de 30 toneladas e que carregava 4 tripulantes.

As maiores frotas de minissubmarinos foram construídas pela Alemanha e Japão durante a II Guerra Mundial. A Alemanha chegou a fabricar mais de 1500 minissubmarinos de nove classes diferentes, variando desde a faixa dos menores, de 5 a 10 toneladas, até minissubarinos de mais de 200 toneladas. 
O Japão fabricou cerca 850 minissubmarinos, dos quais 420 eram mais precisamente torpedos tripulados (classe Kaiten) para ataques suicidas. O mais importante minissubmarino japonês foi o da classe Ko-hyoteki, que utilizava os letais torpedos Tipo 95 e Tipo 97, derivados do famoso torpedo Tipo 93 Longa Lança. Estes submarinos foram utilizados desde o início do conflito, no ataque a Pearl harbor, até o fim da Guerra no Pacífico, em 1945. 
A terceira maior frota de minissubmarinos construída durante a II Guerra Mundial foi a da Inglaterra, que fabricou cerca de 130 minissubmarinos de três classes diferentes, sendo o "tipo X" o mais bem sucedido na campanha submarina contra a marinha alemã. 
Durante a primeira fase da Guerra Fria, a Inglaterra e os EUA chegaram a operar minissubmarinos militares até os anos 1950 e 1960, restringindo posteriormente o seu uso a veículos de resgate submarino, que são utilizados até a atualidade. A Inglaterra chegou a projetar um minissubmarino com capacidade para levar armas nucleares táticas mas abandonou o projeto. Outros países como Itália, França e Taiwan também operaram minissubmarinos de ataque até os anos 1970. A maior parte das marinhas de guerra destes países optou por substituir os minissubmarinos por submarinos maiores, com maior autonomia e alcance.  
A URSS chegou a desenvolver minissubmarinos de titânio nos anos 1980, com o Projeto 865 Piranha (Losos segundo a denominação da OTAN) com capacidade para chegar a até 300 metros de profundidade, mas apenas 2 foram construídos e atualmente estão na reserva da Marinha Russa.  
Na atualidade o número de países que operam minissubmarinos para fins militares é bastante reduzido, sendo que as marinhas da Coreia do Norte (71 unidades comissionadas) e do Irã (20 unidades comissionadas), são as que detém o maior número de minissubmarinos para uso militar atualmente em uso. O Vietnã opera 2 minissubmarinos de fabrico norte-coreano. A Indonésia possui um programa para a construção de uma classe de minissubmarinos para a sua Marinha de Guerra. 
Atualmente as Marinhas de Guerra dos Estados Unidos, República Popular da China, Japão, França, Reino Unido e Finlândia possuem minissubmarinos de resgate, que são fundamentais para poder resgatar as tripulações de submarinos envolvidos em acidentes no fundo do mar. 

## Minissubmarinos de uso civil
Os minissubmarinos de uso civil são geralmente voltados a pesquisa científica, para a observação oceanográfica, ou na arqueologia submarina, podendo ser utilizados para lazer ou atividades relacionadas ao turismo subaquático.
Os batiscafos são uma categoria de minissubmarino projetada especificamente para exploração de regiões ultraprofundas e até mesmo regiões abissais, embora novas categorias de minissubmarinos feitos de titânio e carbono possam ter capacidade de atingir grandes profundidades.
Atualmente existem diversos projetos para reduzir os custos da exploração oceanográfica de grandes profundidades, incluindo o barateamento da produção de minissubmarinos robôs de baixo custo e maior acessibilidade.